# Zhetìsaj
Zhetisay o Žetìsaj (in kazako Жетісай/Jetisay) è una città del Kazakistan, situata nella regione di Turkistan.